# Лоґан: Росомаха
«Лоґан: Росомаха», в ориганлі «Лоґан» (англ. Logan) — американський супергеройський фільм, знятий Джеймсом Менголдом за мотивами коміксу «Старий Лоґан» Марка Міллара і Стіва Мак-Нівена. Десятий фільм у серії «Люди Ікс» і третім фільмом про Росомаху після картин «Люди-Х: Росомаха» (2009) та «Росомаха» (2013). Прем'єра стрічки в Україні відбулась 2 березня 2017 року. На 1 березня 2024 року фільм займав 217-ту позицію у списку 250 кращих фільмів за версією IMDb.
Фільм розповідає про літнього Лоґана (Росомаху), який доглядає за Чарльзом Ксав'єром (Професором Ікс) на кордоні з Мексикою. Мутантів на той час майже не лишилося і вже багато років не народжувалися нові, але спокій руйнується появою невідомої юної мутантки.

## Сюжет
У 2029 році мутантів майже не лишилося, Лоґан, раніше відомий як Росомаха, тепер постарів і працює водієм лімузина. Під час чергового виїзду його автомобіль хочуть розібрати бандити й Лоґан змушений використати свої залишки можливостей до регенерації та металеві кігті, вбивши нападників. Наступного дня загадковий клієнт здогадується, що Лоґан — це мутант Росомаха, і повідомляє, що шукає жінку, яка розшукує його. Це медсестра Ґабріела, колишня працівниця корпорації Transigen.
Лоґан прибуває на звалище на кордоні з Мексикою, де переховується професор Ксавьєр. Він старий і в маразмі, часом навіть не впізнає Лоґана, і потерпає через неконтрольовані сплески своєї телепатії, так звані напади. Доглядає за ним мутант Калібан, який має силу відчувати інших мутантів, але який давно нікого не помічав. Уже 25 років нові мутанти не народжувалися, тому Ксав'єр вважає, що це була помилка природи, а не новий етап еволюції.
Ґабріела знаходить Лоґана і просить вивезти мовчазну дівчинку Лору в Північну Дакоту в місце під назвою Едем, де переховуються мутанти. Зважаючи на велику платню, він неохоче погоджується. Невдовзі Лоґан знаходить Ґабріелу мертвою, а на її телефоні бачить попередження тікати. Їхню схованку знаходить начальник служби безпеки Дональд Пірс, але його приголомшує Лора. Ксав'єр розуміє — дівчинка — мутант. Але наближаються найманці й мутантам доводиться тікати, та їх зупиняють. Несподівано Лора нападає на агентів, демонструючи такі ж здібності, як у Росомахи. Мутанти завдяки цьому тікають, однак Калібана захоплюють і примушують знайти втікачів.
Переглядаючи відеозаписи на телефоні Ґабріели, Лоґан бачить як в секретній лабораторії вирощувалися діти-мутанти. Створені на основі генетичного матеріалу інших мутантів, вони завжди трималися в неволі та мали стати зброєю, однак були визнані невдалим експериментом. Дізнавшись про плани вбити дітей, Ґабріела влаштувала їхню втечу.
Під час зупинки в готелі Оклахома-Сіті Лоґан знаходить у Лори комікси про Людей Ікс. Його дратує як показані мутанти на сторінках, адже реальне життя набагато суворіше. Поки Росомаха змінює машину, при цьому змушений дати хабаря, на готель нападають Розкрадачі — команда кіборгів Пірса. Ксав'єр нападом паралізує всіх людей в готелі, Росомаха вбиває нападників і героям вдається покинути місто. Гортаючи комікс, Лоґан бачить координати Едему, з чого робить висновок, що ця місцина вигадана.
Дорогою вони допомагають родині фермерів, які дають притулок втікачам. Доктор Зандер Райз же тим часом добивається від Калібана вказати де Лора. Вночі Ксав'єр згадує як рік тому саме через його неконтрольовану телепатію загинули Люди Ікс. Він зізнається в цьому Росомасі й несподівано той пронизує професора кігтями. Це виявляється клон Лоґана «X-24», створений Зандером Райсом. Він вбиває фермерів, а Лору викрадає. Справжній Лоґан намагається врятувати Ксав'єра, а двійник виходить з-під контролю, нищачи всіх навколо. Калібан, скориставшись панікою охоронців, підриває гранати, вбивши агентів і загинувши сам. Росомаха і «X-24» сходяться у двобої, але клон бере гору. Глава сімейства фермерів, помираючи, застрелює «X-24», після чого Лоґан і Лора тікають.
Росомаха ховає Ксавьєра біля озера, після чого Лоґан слабне, але Лора відвозить його до лікаря Ріктора. Той пояснює — метал адамантій в тілі Росомахи отруює його, поступово зменшуючи силу регенерації. Лора вперше говорить до Росомахи, але він не розуміє іспанської, лише здогадується — дівчинка вірить в існування Едему. Лора приводить його на покинутий рудник за баченими в коміксі координатами, де домовилися зібратися інші діти-мутанти перед тим як вирушити за кордон. Росомаха тепер думає покинути дітей, але згодом виявляє, що їх переслідують Розкрадачі. Лоґан вколює залишену йому дітьми експериментальну сироватку, яка підсилює здібності мутанта, наздоганяє солдатів і разом з Лорою вбиває їх, рятуючи дітей.
Дія сироватки закінчується, до нього виходить доктор Зандер Райс і вмовляє Росомаху здатися. Він розповідає як завдяки його таємній програмі через їжу було придушено здібності мутантів і тепер розробляються способи їх цілеспрямованого створення. Лоґан убиває Зандера і пошкоджує кіберруку Пірса. Той випускає «24». Росомаха, Лора і Ріктор борються з ним, поки інші діти-мутанти вбивають Пірса. «X-24» смертельно ранить Лоґана, але клона вбиває Лора, вистріливши адамантієвою кулею, яку Росомаха зберігав роками на випадок, якщо вирішить накласти на себе руки. Перед смертю Лоґан заповідає дівчинці не бути чиїмось інструментом і вбивцею, яким був він.
Діти ховають Лоґана і вирушають до Канади. Лора перевертає хрест на могилі, ставлячи в формі букви «X» — емблеми Людей Ікс.

## У ролях

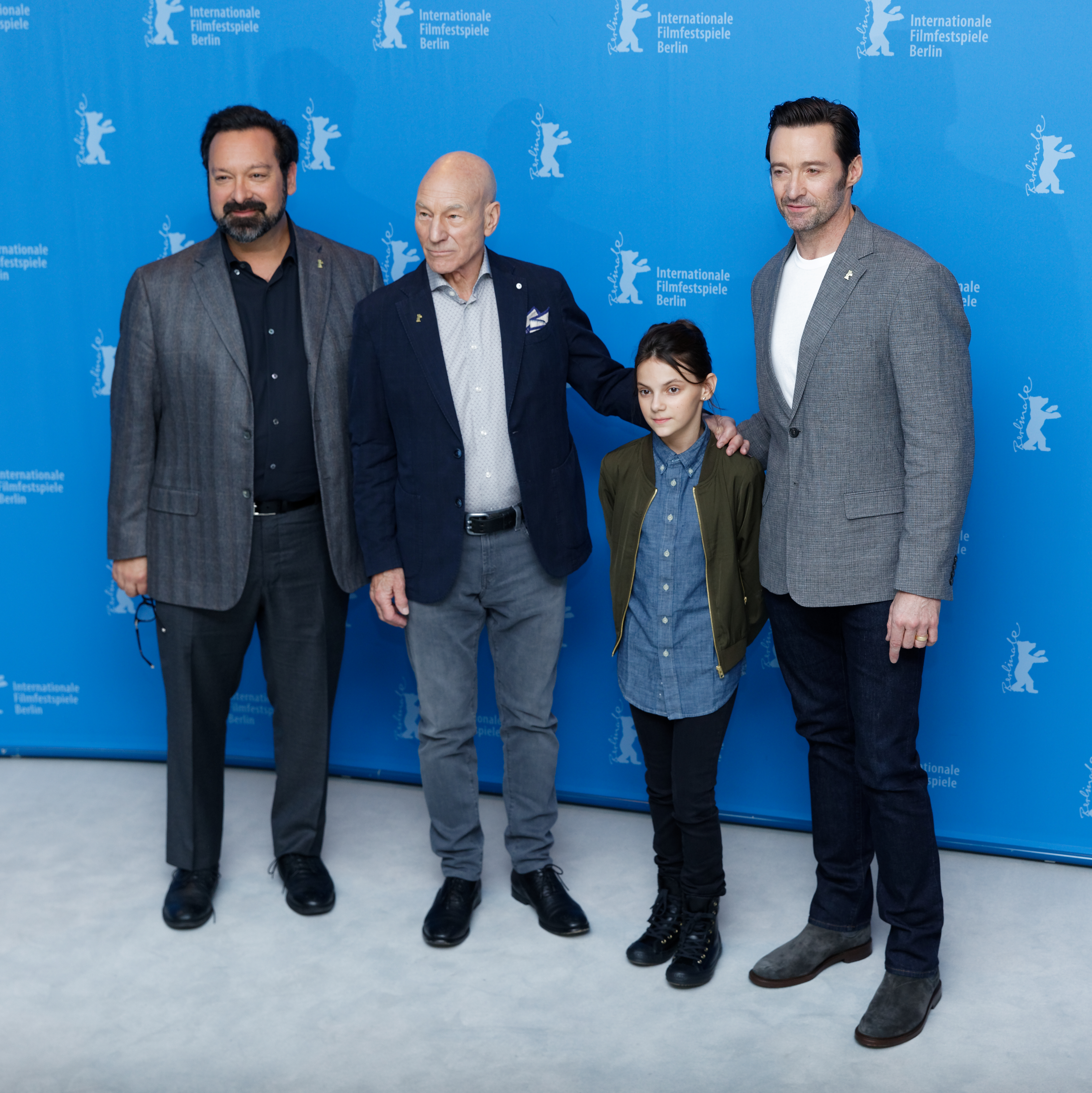
Режисер Джеймс Менголд з акторами: Патріком Стюартом, Дафні Кін і Г'ю Джекменом

| Актор          | Роль                                     |
| -------------- | ---------------------------------------- |
| Г'ю Джекмен    | Джеймс Гоулетт / Лоґан / Росомаха / Х-24 |
| Дафні Кін      | Лора Кінні / Х-23                        |
| Патрік Стюарт  | Чарльз Ксав'єр / Професор Ікс            |
| Бойд Голбрук   | Дональд Пірс                             |
| Річард Грант   | доктор Зандер Райс                       |
| Стівен Мерчант | Калібан                                  |

## Український дубляж
| Актор                     | Роль               |
| ------------------------- | ------------------ |
| Юрій Ребрик               | Лоґан Росомаха     |
| Юрій Висоцький            | Чарльз Ксав'єр     |
| Роман Чорний              | Пірс               |
| Галина Дубок              | Лора               |
| Олена Узлюк               | Ґабріела           |
| Кирило Нікітенко          | Віл                |
| Дмитро Гаврилов           | Калібан            |
| Михайло Войчук            | Доктор Зандер Райс |
| Наталя Романько-Кисельова | Кетрін             |
| Максим Чумак              | Ріктор             |
| Матвій Ніколаєв           | Джексон            |
| Максим Кондратюк          | Старий лікар       |
| Валентин Музиченко        | Нейт               |
| Євген Сінчуков            | Диктор             |
| Дмитро Сова               | Продавець          |
| Петро Сова                | Майор              |
| В'ячеслав Дудко           | Сем                |
| Дмитро Рассказов          | Командир           |
| Юрій Сосков               | Паркувальник       |
| Катерина Брайковська      | Диктор новин       |
| Катерина Башкіна-Зленко   | Гучномовець        |
| Олена Борозенець          | Ліфт               |
| Віктор Григор'єв          | Ящірка             |
| Вікторія Лук'яненко       | Делайла            |
| Олена Зименко             | Дівчинка у шапці   |
| Дмитро Зленко             | Бобі               |

Перекладач — Надія Бойван
Режисер дубляжу — Катерина Брайковська
Звукорежисер — Денис Подляський
Менеджер проєкту — Ірина Туловська

## Назва
В більшості країн світу фільм називається «Лоґан». В Україні, Польщі, Німеччині, Швеції фільм назвали «Лоґан: Росомаха». Це пояснюється тим, що для українського глядача цей персонаж більше відомий під своїм прізвиськом «Росомаха», тоді як його прізвисько «Лоґан» відоме меншій кількості українських глядачів.[джерело?]

## Виробництво
Знімання фільму почалось 9 травня 2015 року.

## Критика
«Лоґан» отримав схвальні відгуки кінокритиків. Браян Труітт із USA Today заявив наступне: «Бувши найкращим втіленням Росомахи, „Лоґан“ є „Темним лицарем“ мутантської X-франшизи, захопливий фільм, який виходить за рамки жанру коміксів, говорячи, щось важливе — і для Лоґана, це означає усвідомлення потреби близьких у його житті». Критик видання Empire, Ден Джолін, відзначає майстерність Г'ю Джекмана: «Коли приходить час грати цілком магнетичного антигероя із похмурою зовнішністю фільмів 70-х і темним резервуаром внутрішньої глибини, Джекман дійсно є найкращим у своїй справі». «„Лоґан“ — фільм для таких людей, як я, які вважали єдиним хорошим моментом стрічки „Люди Ікс: Апокаліпсис“ Майкла Фассбендера, що плаче у лісі, і пішли з кіно, бажаючи, щоб усе було таким. Це те, чого ніхто не міг очікувати: творчо-ризикований супергеройський фільм» — пише у своєму відгуку Роббі Коллін із The Telegraph. Видання Timeout підсумовує, що фільм «є чимось особливим: рухливою та скорботною історією про життя перед його завершенням і ідеальним блокбастером для нинішнього озлобленого часу». Користь рейтингу R відмічає Таша Робінсон із The Verge: «Це, поки, найпохмуріша частина Людей Ікс. Ніяких кумедних камео Стена Лі, кпинив Дедпула чи жартів типу „Ти мудак“. Одне лише виснаження, згасання і впевнений марш до закінчення однієї з гілок сюжетів X».
На агрегаторі відгуків Rotten Tomatoes фільм має рейтинг 95 %, оснований на 63 рецензіях, і середню оцінку 8,1/10. На сайті Metacritic картина отримала 73 бали зі 100 (базуючись на 22 відгуках).
На 18 вересня 2018 року фільм займав 207-му позицію у списку "250 кращих фільмів за версією IMDb.